# Phillip Long
Felipe Alves Ferreira da Silva, mais conhecido como Phillip Long é um cantor/compositor paulista influenciado pelo gênero Folk. Suas músicas falam de amor, frustrações, relacionamentos e outros aspectos pessoais de sua vida.
Em 2011, Phillip lançou o seu primeiro álbum, Man on a Tightrope. O álbum foi considerado por vários sites especializados como uma das grandes revelações do cenário nacional. Em 2012, seu segundo álbum, Caiçara, conquistou ainda mais espaço na mídia e com o público. O disco consolida a parceria com o arranjador Eduardo Kusdra e conta com a participação de Albino Infantozzi (Fabio Jr, Raul Seixas, Fafá de Belém) na bateria.
A primeira música de trabalho, Nobody’s Happy, ganhou clipe exibido pelo programa Evidente do Canal Brasil, seguido pelo vídeo de Lion Heart, culminando na matéria que a Revista Billboard escreveu sobre o trabalho de Phillip Long na edição de abril/2012. Com a aprovação do público, o músico foi convidado a participar da coletânea Re-Trato, produzida pela Musicoteca em homenagem ao grupo Los Hermanos. Sua versão de Sentimental foi escolhida para integrar a trilha sonora do filme Eu Não Faço a Menor Ideia do Que tô Fazendo Com a Minha Vida do diretor Matheus Souza, além de ter sido eleita pela banda Los Hermanos como uma das melhores versões da coletânea. No elenco do filme estão Clarice Falcão, Gregório Duvivier, Alexandre Nero, Daniel Filho e Leandro Hassum.
No decorrer do ano de 2012, Long lançou 4 discos de inéditas: Caiçara, Dancing With Fire, Atlas e Sobre Estar Vivo (seu primeiro disco em português). MTV, Catraca Livre, Diário do Nordeste, O Tempo, RockinPress, Scream & Yell e MonkeyBuzz são outros veículos que destacam a música de Phillip Long. Ainda em 2012, ele alcançou a expressiva marca de mais de 85 mil downloads oficiais de seus 5 discos no site Musicoteca.
O álbum Atlas foi eleito como o 25º melhor disco lançado em 2012 segundo o site Melhores Da Música Brasileira, enquanto o álbum Caiçara foi pré-selecionado para 23º Prêmio da Música Brasileira junto com o Dancing With Fire.
Gratitude é sexto trabalho de Phillip Long, o sexto álbum de inéditas. Produzido e arranjado por Eduardo Kusdra, o disco aborda temas extremamente pessoais da vida do compositor. Lançado em junho de 2013, o disco conta com várias participações, como Scott Thunes (baixista do Frank Zappa e Steve Vai), o baterista Maguinho Alcântara (Lô Borges, Chico Buarque, George Benson, Chuck Berry, Gal Costa, Djavan), além de Laura Wrona e Phill Veras, apontados pela mídia especializada como revelações musicais de 2012.
Gratitude foi eleito o oitavo melhor disco de 2013 segundo o site Move That Jukebox, além de figurar entre os melhores discos em diversas outras listas.
Em dezembro de 2013 lança seu sétimo disco de inéditas, e o segundo disco no mesmo ano. Intitulado Seven o disco foi considerado por diversos veículos de imprensa como um dos trabalhos mais maduros de Phillip. Eleito pelo site Melhores Da Música Brasileira, como o 51º melhor disco de 2013 entre os 100 melhores. 
O Brasil Post reuniu um total de 39 lista de melhores discos de 2013 em uma única grande lista, a lista das listas. Cada vez que um artista era mencionado valia um ponto. O disco intitulado Gratitude ficou em 52, a frente de grandes nomes da música brasileira.
Em 2014, Phillip lança seu oitavo disco de inéditas. Intitulado A Blue Waltz, o disco traz uma sonoridade que se relaciona com as bandas inglesas da década de 80. Eleito pelo site Jardim Elétrico como o quinto melhor disco do ano. A faixa Tidal Wave que integra o tracklist do disco foi escolhida para fazer parte de uma compilação de novas descobertas da música mundial na Revista X-Music, a mais influente revista de Rock da China. Apenas quatro artistas estrangeiros foram escolhidos.
A Blue Waltz foi eleito pelo site Scream & Yell, o 34º melhor disco de 2014. Na lista oficial dos 100 melhores discos do ano, segundo o site Rock In Press, A Blue Waltz figura na décima quinta posição.

## Vida Pessoal e Curiosidades
Mais de 100 mil downloads de todos os discos no site Musicoteca e no site oficial. Três dos oito discos lançados por Phillip no decorrer de sua carreira figuram entre os mais baixados da história do site Musicoteca.
Mais de 315 mil downloads da versão de Sentimental do Los Hermanos presente na coletânea Re-Trato, idealizada pela Musicoteca em homenagem aos 15 anos da banda. A versão foi eleita pela própria banda em uma matéria na Revista Billboard como uma das três melhores versões da coletânea.
Participação no Tributo Amor Maior em homenagem ao cantor e compositor Antonio Marcos, organizado em parceria pela Musicoteca e Aretha Marcos. Phillip fez a versão da canção You’ll Never Die, produzida e arranjada por Eduardo Kusdra. O disco já ultrapassou a marca de 9 mil downloads. Entre os cantores que participaram do tributo junto com Phillip, estão nomes como: Zeca Baleiro, Vanusa e Felipe Catto.
Participação na coletânea #Armazém73 organizada pelo site Rock In Press em homenagem ao disco de estréia dos Secos e Molhados. Phillip interpreta a faixa O Patrão Nosso De Cada Dia, produzida e arranjada por Eduardo Kusdra. A Coletânea teve destaque em diversos veículos de imprensa, como O Globo, Veja, Revista Trip e nos maiores jornais impressos do país.
Ingressos esgotados em seus dois shows no SESC Vila Mariana.
Dois discos pré-selecionados para a 24ª edição do Prêmio Da Música Brasileira.
Participação no tributo em homenagem ao Alucinação de Belchior, intitulado Ainda Somos Os Mesmos. Tributo idealizado por Jorge Wagner e o site Scream & Yell. Phillip interpreta a faixa Como Nossos Pais. A versão foi eleita por diversos veículos de imprensa como uma das melhores do tributo.
Participação no tributo em homenagem ao disco de estréia da banda Oasis, intitulado Definitely Maybe. Organizado pelo fansite Oasis News e batizado de Live Forever, o tributo reuniu diversas bandas, em sua maioria brasileiras. Phillip participa do tributo com a versão de Live Forever. Produzida e arranjada por Phillip Long, Danilo Carandina e Enzo Petrucci, a versão foi apontada com uma das melhores pelo público e crítica especializada.
Participação no tributo Espelho Retrovisor, organizado por Anderson Fonseca e Marcelo Costa do site Scream & Yell, em homenagem a banda Engenheiros Do Hawaii. Phillip faz a versão de Terra de Gigantes, produzida e arranjada por Eduardo Kusdra, a versão foi considerada uma das melhores do tributo pelo público e pelo próprio Humberto Gessinger, que a compartilhou em suas redes sociais.
Em 2018, após a derrota de Fernando Haddad no primeiro turno das eleições para presidente do Brasil, Phillip Long se filia ao Partido dos Trabalhadores (PT), apenas para ser militante do partido.

## Discografia
Phillip Long já lançou um total de 13 álbuns de estúdio num intervalo de 7 anos, os primeiros registros de Phillip Long contava com músicas em inglês e pouquíssimas em português. A partir de 2017, Phillip decide que só cantaria músicas em português.
Álbuns de Estúdio
- 2011: Man On A Tightrope
- 2012: Caiçara
- 2012: Dancing With Fire
- 2012: Atlas
- 2012: Sobre Estar Vivo
- 2013: Gratitude
- 2013: Seven
- 2014: A Blue Waltz
- 2015: Zeitgeist
- 2016: Cat Days
- 2017: Frágeis Como Flores
- 2017: Manifesto
- 2018: Fake News

Participação em Coletânias
- Ainda Somos Os Mesmos
- Re-trato
- Espelho Retrovisor
- Tributo Amor Maior
- #Armazém73
- Alucinação
- Definitely Maybe
- Terra de gigantes
- Resposta